# Ceanothus parryi
Ceanothus parryi là một loài thực vật có hoa trong họ Táo. Loài này được Trel. mô tả khoa học đầu tiên năm 1888.